# Bill Ponsford

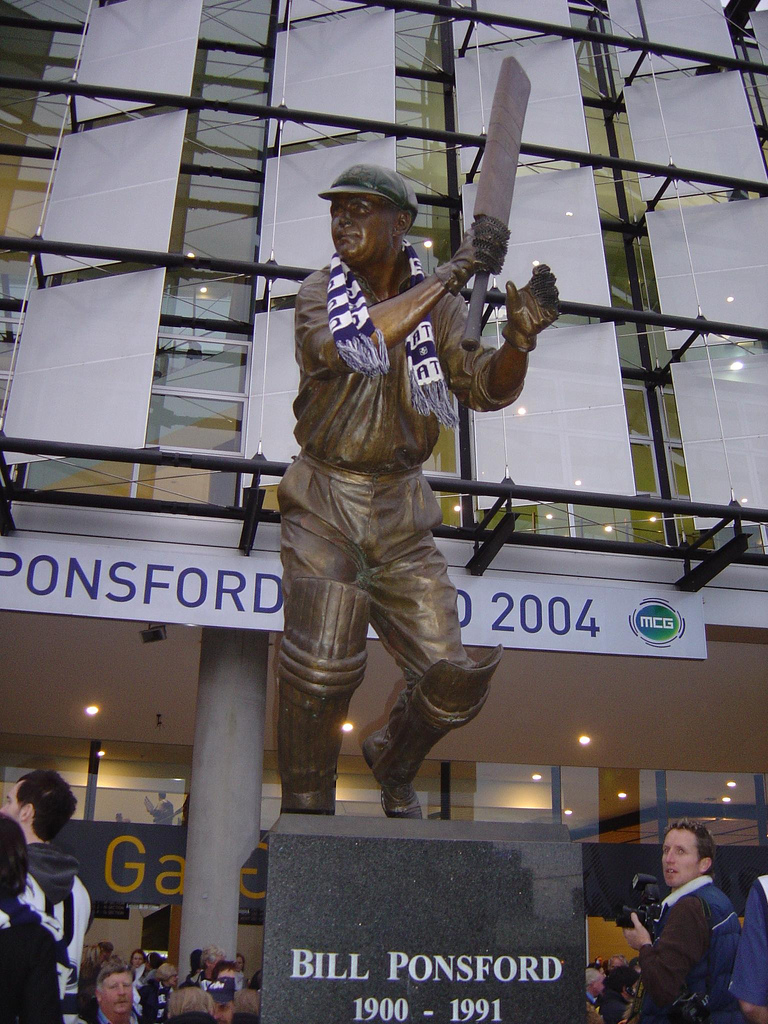
Estátua de Ponsford.

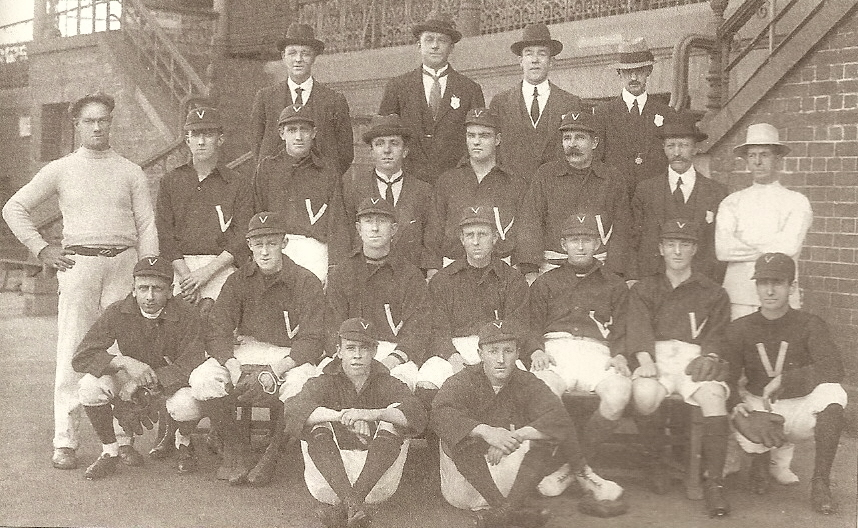
Ponsford (linha de frente, esquerda).

William Harold Ponsford MBE (19 de outubro de 1900 – 6 de abril de 1991) foi um cricketer da Austrália.